# Бено Онезорг
Бено Онезорг (Хановер, 15. октобар 1940 — Западни Берлин, 2. јун 1967) био је немачки студент романистике и германистике, кога је 2. јуна 1967. испред зграде Немачке опере на протесту против посете иранског шаха Мухамеда Резе Пахлавија убио полицајац у цивилу Карл Хајнц Курас. Његова смрт имала је за последицу стварање терористичке групације „Покрет 2. јун”.

## Детаљније о протесту и убиству
Бено Онезорг је на митинг дошао са групом пацифиста и у организацији локалног одељка Евангелистичке цркве. То је, иначе, био први митинг коме је у животу присуствовао. Школовао се за звање гимназијског професора, био је ожењен и његова супруга је тада очекивала њихово прво дете.
Митинг је организован од стране Социјалистичког немачког удружења студената као миран протест на коме се демонстрирало против државне посете чувеног иранског диктатора шаха Мухамеда Резе Пахлавија. Демонстранти су узвикивали: „Убицо, убицо!” и захтевали амнестију за политичке затворенике у Ирану. Тог дана протест је био заказан испред Немачке опере, јер је шах са супругом требало да присуствује извођењу опере „Чаробна фрула”. Заједно са поворком у којој се возио шах око 20 часова дошли су и учесници контрамитинга, међу којима је било и доста припадника иранске безбедносне службе САВАК. Учесници контрамитинга напали су студенте летвама, камењем, дрвеним моткама и гвозденим шипкама, поставивши се између кордона полиције и студената. Упркос њима, студенти су видевши шаха почели да узвикују: „Шах, шах, шарлатан!” и друге пароле и покушали да погоде шаха јајима и парадајзом, али без успеха, јер су били удаљени од његове поворке више од 40 метара. Пошто су шах и његова супруга ушли у зграду опере, а с обзиром да је извођење „Чаробне фруле” требало да траје три и по сата, као и да је полиција кренула да полива демонстранте шмрком и да пушта сузавац на њих, народ на протесту је почео да се разилази и кренуо кућама.
У том тренутку полиција је кренула за њима у такозвани „лов на лисице”. Циљ „лова на лисице” био је да се похвата и ухапси што више демонстраната како би њихова имена била заведена у полицији и како би се дошло до информација о наредним окупљањима. Око 20:30 Бено Онезорг одвојио се од својих пријатеља и жене на углу улица Крумештрасе и Шилерове да би помогао непознатом човеку, кога је тукло неколико полицајаца у цивилу, да устане. Пошто је затим и сам био жестоко претучен, наочиглед сведока, завршио је са метком у потиљку. Неки од сведока касније су тврдили да су непосредно пред пуцањ чули Онезорга како виче: „Молим вас, не пуцајте!”. Болничарка Анемари К. тврди да је чула узвик „не пуцајте”, али да је могуће да је то узвикнуо и неки од других полицајаца непосредно пошто је одјекнуо пуцањ. Неки од сведока су након рањавања Онезорга чули како полицајац Хорст Гајгер каже Курасу: „Јеси ли полудео кад овде пуцаш?”, на шта је овај одговорио: „Омакло ми се.” Тонац студентског радија Рајнер Бош снимио је на траку и пуцањ и повике запањених грађана који су потом уследили — наиме: „Убице, убице!” — као и неидентификовани мушки глас који је затим заповедио: „Курас, сместа у позадину! Хајде, брзо назад!” Новинари Уве Даненбаум, Бернард Ларсон и Јирген Хеншел били су на том месту и фотографисали још пре него што је Онезорг застао да помогне тученоме. Сликали су без прекида и на фотографијама одмах после рањавања Онезорга види се како Курас у секундама непосредно пошто је испалио фатални метак стоји сам, одвојен и од полицајаца и од масе, нетакнуте спољашњости и одела. Након тога, остали полицајци су отерали новинаре и одвели Кураса у полицијску станицу.
Норвешки лекар Алфред Александер Менчел (норв. Alfred Alexander Mentschel) пришао је да укаже прву помоћ Онезоргу. Међутим, полиција му то није дозволила, иако је са собом имао и лекарску торбу и писмену потврду да је лекар, тврдећи да као норвешки лекар нема законско право да лечи по Немачкој. Такође, полиција је одбила да сама позове хитну помоћ, тврдећи да Онезоргово стање није ургентно. Хитна помоћ је ипак пристигла двадесет минута касније, у 20:50. У колима хитне помоћи налазили су се медицински радници Герхард Г. и Јута Б., које је окупљена милиција такође истукла до крви. Њих двоје су ипак успели да унесу Беноа Онезорга у санитетско возило и да крену пут болнице, али упркос њиховим напорима да га одрже у животу, Онезорг је преминуо у самом том возилу. Медицинска сестра Јута Б. касније је дала званичан исказ да јој је Онезорг преминуо на рукама на путу до болнице, као и да су стигли у болницу „Моабит” у 21:25 и да се тамо дежурни лекар извикао на њих „што су довезли мртваца у болницу”. Међутим, у званичном извештају болнице „Моабит” касније је писало да је Бено Онезорг преминуо у болници у 22:55, а у смртовници као узрок смрти навели су „смрскана лобања”.

## Прве реакције
Следећег јутра, 3. јуна, тадашњи министар унутрашњих послова немачке покрајине Западни Берлин Волфганг Биш наложио је независну аутопсију, која је одржана истог тог дана у присуству адвоката Хорста Малера. Обдукциони налаз потврдио је модрице и хематоме по целом телу, из чега је потврђено да је Онезорг био претучен. Обдукциони лекар др. Крауланд као узрок смрти навео је „метак у глави”. Исто тако, навео је да се улазно место метка не може видети, јер је на преминулом извршена постхумна хируршка операција којом је одстрањен део лобање који је метак пробио.
Обдукциони налаз изазвао је у јавности још веће огорчење, јер се посумњало да је болничка управа покушала да заташка убиство. Болница „Моабит” се од тих оптужби касније одбранила тврдњом да лекари нису уочили ни метак у глави ни његово улазно место на лобањи.
Дана 8. јуна одржано је опело у оквиру Слободног универзитета у Берлину да би затим поворка од око 15000 људи кренула за ковчегом из Берлина до Онезорговог родног Хановера, где су и стигли наредног дана. Власти су покушале да спрече поворку грађана, забраном јавних окупљања и плаћеним и организованим авионским превозом Онезорговог тела од Берлина до Хановера, али је Онезоргова удовица успела да се избори против тога, јасно изразивши жељу да њен муж буде превезен копненим путем. Поворка је прошла без инцидената, иако је бранденбуршка полиција била приморана да штити поворку од напада незадовољних камионџија, који су били озлојеђени због привременог затварања те деонице ауто-пута. Бено Онезорг сахрањен је 9. јуна на градском гробљу у Хановеру.
Широм читаве тадашње СРН против понашања берлинске полиције је од 3. јуна до 9. јуна демонстрирало на стотине хиљада Западних Немаца, укључујући и 40% укупног броја студената СРН-а.
Дана 3. јуна ирански шах Мухамед Реза Пахлави посетио је и град Хамбург, при чему је дошло до сукоба демонстраната и полиције у том граду.

## Преузимање одговорности и суђењеКурасу
Немачка влада и полиција је у данима после убиства Беноа Онезорга тврдила да је његова погибија последица демонстрација које злоупотребљавају демократију. Широм Берлина лепљени су полицијски плакати са натписом: „Ко силом жели да поткопа правни поредак наше земље и да одстрани наш друштвени поредак, одриче се права на демократску слободу. […] Зато се удруженим силама одлучно супротставимо оним снагама које далеко прекорачују право на слободан говор и демократске протесте.” Полиција је тражила од државе да им одобри да се супротставе демонстрантима оштријим мерама. Шеф берлинске полиције Динсинг давао је изјаве у којима је тврдио од тога да је полицајац Курас испалио метак упозорења у самоодбрани од побеснеле руље те је рикошет случајно погодио Онезорга до тога да је у општој гужви његов пиштољ случајно опалио.
Власти су увеле противуставну забрану јавних окупљања за период од 3. до 14. јуна. Она је у потпуности заживела 12. јуна, а до тада је полиција успела да у великој мери спречи окупљања затварањем улица, слањем великог броја полицајаца на демонстранте и заузимањем кампуса Слободног универзитета у Берлину. Студенте је јавно подржавало неколико професора тог универзитета, као и писац Гинтер Грас.
Медији су били углавном на страни државе и полиције. 4. јуна „Берлинер Моргенпост” је написао: „Полиција не сноси кривицу за сукобе, које су несумњиво изазвали радикалски изгредници. Полиција је обављала своју тешку дужност. Несретни метак који је усмртио Онезорга био је испаљен у нужној самоодбрани. Бено Онезорг није мученик Кинеза са Слободног универзитета у Берлину, већ њихова жртва… Извесни лупежи затражили су оставку шефа полиције Динсинга… Ово је последња кап. Стрпљење берлинског становништва је потрошено. Коначно нам је дојадило да нас полуодрасла мањина, која код нас највише може да ужива право које се даје гостима, и даље терорише.”
„Велт ам зонтаг” објављује: „Кураса су демонстранти сатерали у једно двориште, тамо га шчепали и претили му ножевима.”
„Билдцајтунг” објављује фотографију студенткиње, коју је полиција прво изударала по глави а затим ухапсила, са коментаром: „Жену обливену крвљу полиција одводи на сигурно.”
С друге стране, часопис „Конкрет” 7. јула 1967. објављује опсежан специјални извештај са насловом „Молим вас, не пуцајте!” и интервјуом са туцетом очевидаца. Такође, „Дер шпигел” и „Ди цајт” објавили су исказе сведока о дешавањима пре и након пуцња.
Шеф полиције Динсинг је на сопствени захтев отишао на боловање 7. јуна, а 22. септембра 1967. отишао је у превремену пензију.
Курас остао је у активној полицијској служби и пре и после свог суђења. Против њега није подигнута оптужница за убиство у првом степену, већ само за убиство из нехата. Приликом сведочења дао је следеће изјаве:
- да је желео да ухвати „једног опасног коловођу”, да се „одједном нашао окружен… са свих страна”, да је то била „постављена замка”.
- да је зачуо повик: „Тај је полицајац, туците га до смрти”, а да га је затим „десет или једанаест особа брутално оборило на земљу”.
- „Био сам телесно злостављан и уобразио сам да сам се довољно напатио и извукао сам лежећи службени пиштољ…”
- да не може да се сети да ли је пуцао лежећи на леђима или клечећи
- „Језик ми је био као одузет — после добијених батина” као одговор на питање тужиоца зашто није изрекао обавезно полицијско упозорење.
- да је видео „људе наоружане ножем” у „претећем положају” те да је стога испалио пуцње упозорења
- „Кад сам дошао себи, шта сам установио? Никог више није било око мене!” као одговор на питање тужиоца како објашњава фотографије снимљене у секундама после пуцњаве на којима му је одело чисто, а он сам неозлеђен и одвојен и од колега и од гомиле.

Било је 83 сведока који су побили његово сведочење, неки од њих и колеге полицајци из станице који су сведочили да на његовом оделу није било трагова ни траве ни крви кад је доведен у станицу. Ниједан очевидац није посведочио да је видео било какав нож међу демонстрантима нити да је видео да је неко напао Кураса.
Судија окружног суда берлинске општине Моабит Фридрих Гојс изрекао је 21. новембра 1967. године ослобађајућу пресуду за Кураса. Судија је у образложењу изјавио да је пуцњава била неоправдана и противправна, да није постојала објективна опасност за живот оптуженог, јер је доказано да је преминули Онезорг лежао на земљи у тренутку пуцања као и да је највероватније био претучен непосредно пре рањавања, да је очигледно да оптужени зна више него што је изјавио на суду као и да је вероватно понешто и слагао, али да не постоје докази да је пуцао са намером да убије или да није заиста веровао да се налази у животној опасности, као и да не постоје докази да се није радило о несрећном случају због нехотичног опаљивања пиштоља. У ревизионом поступку Савезног суда ова ослобађајућа пресуда је потврђена на основу недостатка доказа.
За Курасову одбрану полицијски синдикат потрошио је 60000 немачких марака. У новембру 2007. је Курас на питање о свом делу изјавио следеће: „Грешка? Требало је да чекам да полети перје; и то не једанпут; пет, шест пута требало је да сачекам. Ко мене нападне, тај ће бити уништен. Воздра. Фајронт. Тако на то треба да се гледа.”
За повреде нанете цивилима на протесту 2. јуна 1967. у Берлину било је оптужено још 13 полицајаца. Осуђена су тројица на шест недеља затворске казне.
Берлинска полиција одала је почаст Беноу Онезоргу тек 2. јуна 2007. приликом обележавања четрдесетогодишњице од тог трагичног догађаја ставивши венац испред зграде Немачке опере у Берлину.

## Заоставштина
У новембру 1967. Криста Онезорг родила је сина Лукаса. Умрла је 2000. године и сахрањена је поред мужа у Хановеру.
Један мост у Хановеру, изграђен на реци Име, добио је 1992. године назив у Онезоргову част (види слику).
Године 1971. вајар Алфред Хрдличка израдио је рељеф у бронзи са називом „Смрт демонстранта”, који је тек 1990. године постављен испред зграде Немачке опере у Берлину. У дну рељефа налази се спомен-плоча са натписом: „2. јуна 1967. студент Бено Онезорг упуцан је од стране једног полицајца у дворишту куће са бројем 66 у улици Крумештрасе за време демонстрација против тиранског шаха Ирана. Његова смрт била је сигнал за отпочињање студентског и ванпарламентарног покрета који је повезао свој протест против пљачкања и репресије пре свега у земљама трећег света са борбом за радикалну демократизацију сопствене земље. Под утиском ових догађаја Алфред Хрдличка створио је 1971. године рељеф 'Смрт демонстранта', децембар 1990.”
Међутим, на самом месту погибије не стоји никакво обележје.
Виглаф Дросте и Михаел Штајн основали су 1991. сатирично позориште „Бено Онезорг“.
Године 1997, на тридесету годишњицу Онезоргове погибије је у сали Техничког универзитета у Берлину одржан тродневни Онезорг-Конгрес, посвећен прегледу развоја и деловања немачког студентског покрета.
Најважнија политичка последица погибије студента Беноа Озенберга и протеста поводом тога била је радикализација немачког студентског покрета као увод у велике студенске демонстрације 1968. године.